# 天白磐座遺跡

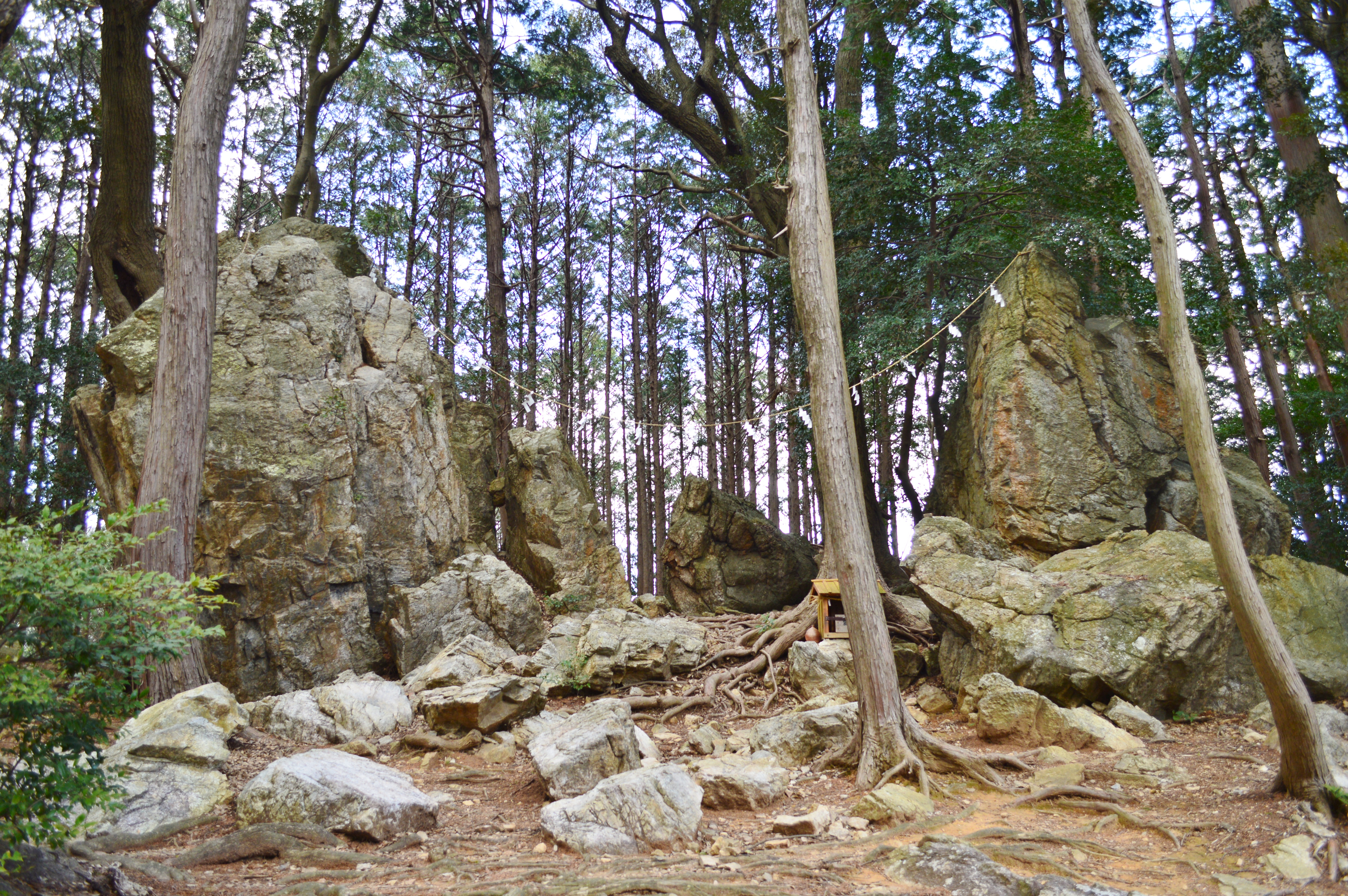
天白磐座遺跡 概観左に西岩（岩A）、右に東岩（岩B）、中央奥に北岩（岩C）。

天白磐座遺跡（てんぱくいわくらいせき）は、静岡県浜松市浜名区引佐町（いなさちょう）井伊谷（いいのや）にある古代祭祀遺跡。静岡県指定史跡に指定されている（指定名称は「渭伊神社境内遺跡」）。

## 概要

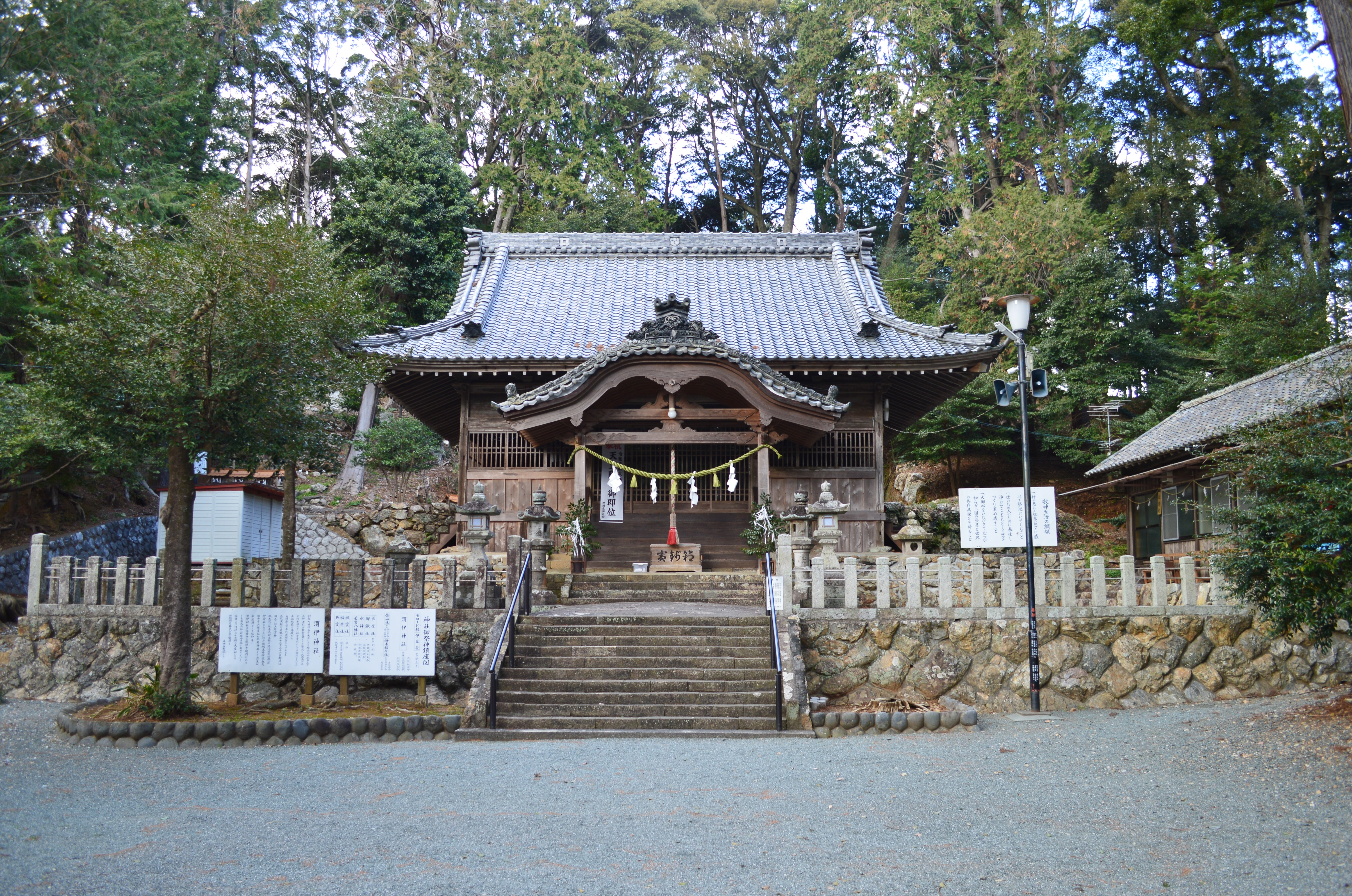
渭伊神社社殿背後の山上に天白磐座遺跡が所在する。

静岡県西部、神宮寺川と井伊谷川により形成される小盆地（井伊谷）の北西部、渭伊神社（延喜式内社）後背の薬師山（円錐形、標高41.75メートル）山頂において、巨岩群を神の依代（磐座）とした古代祭祀遺跡である。1988年（昭和63年）に祭祀遺跡と確認され、1989年（平成元年）に発掘調査が実施されている。
磐座は西・東・北の巨岩3つを主体として構成された大規模なものになる。特に西岩の西壁直下では、古墳時代の手づくね土器200以上・滑石製勾玉・鉄矛・鉄刀・鉄鏃・鉇など、古墳時代前期後葉から平安時代中期の祭祀遺物が検出されている。また西岩・東岩の間では、続く平安時代後半以降の経塚関連遺物が検出されている。
この天白磐座遺跡については、神宮寺川が井伊谷に流入する喉元にあたる位置にあることから、水源（水分）祭祀の性格が指摘される。また祭祀の主体としては、井伊谷の東方丘陵上の首長墓系譜（北岡大塚古墳→馬場平古墳→馬場平3号墳→谷津古墳）が想定される。なお、現在は渭伊神社（通称八幡宮）の境内に位置するが、これについて渭伊神社は磐座祭祀の延長として創祀されたとする説（八幡宮は渭伊神社と別神社で16世紀前半頃に龍潭寺付近から遷座合祀）がある一方、渭伊神社は磐座祭祀と連続しないとする説（八幡宮と渭伊神社は同一神社で16世紀前半頃に龍潭寺付近から遷座）がある。
遺跡域は1992年（平成4年）に「渭伊神社境内遺跡」として静岡県指定史跡に指定されている。

## 遺跡歴
- 1988年（昭和63年）1月、引佐町内の遺跡分布調査において、手づくね土器の散布により祭祀遺跡と確認[3]。
- 1989年（平成元年）8月、発掘調査（同志社大学、1992年に報告書刊行）[3]。
- 1992年（平成4年）3月17日、「渭伊神社境内遺跡」として静岡県指定史跡に指定[5]。

## 遺構

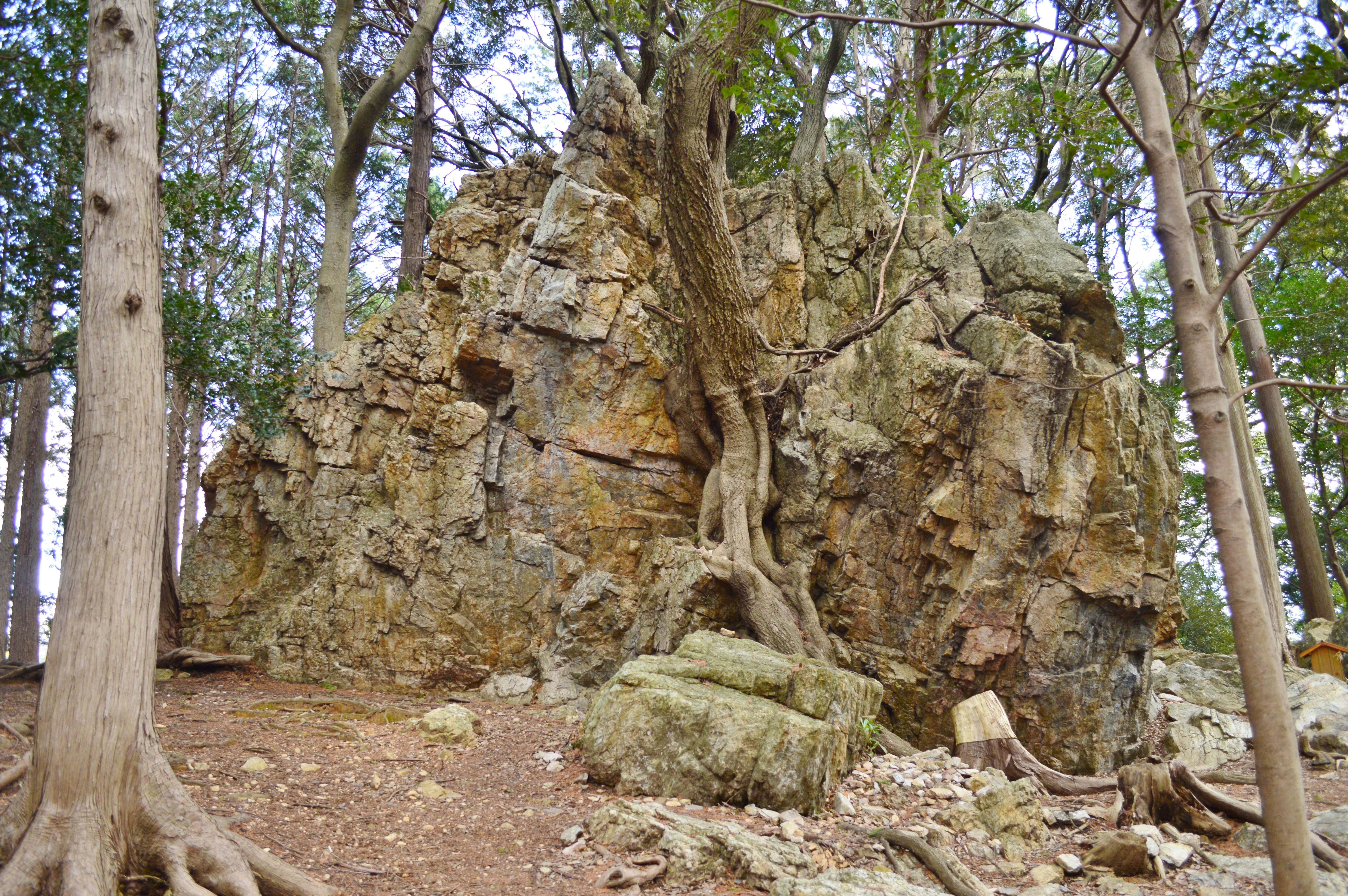
西岩（岩A） 西壁壁直下では、発掘調査において古墳時代の祭祀遺物が出土している。

磐座はチャートの露頭・転石であり、西・東・北の巨岩3つを主体として構成される。特に西の巨岩（岩A）が大きく、南北10.3メートル・東西6.8メートル・高さ7.4メートルを測る。また東岩（岩B）は、西岩の東に約4メートルの間隔を空けて相対しており、北東-南西方向が長い矩形で、長軸約7メートル・短軸4.1メートル・高さ5.2メートルを測る。北岩（岩C）は、西岩と東岩の中間やや北寄りに位置し、三角形で、底辺3.5メートル前後・高さ2.7メートルを測る。
祭祀遺物集中地点の1つは、西岩（岩A）の西壁直下付近（I区・II区）である。西岩の西壁は幅約7メートル・高さ約5.5メートルで垂直に切り立ち、庇状に張り出して半岩陰状をなす。その直下付近で古墳時代前期後半-後期前半頃の手づくね土器200以上・滑石製勾玉1・鉄矛1・鉄刀1・鉄鏃4・鉇1のほか、奈良時代の土馬1・須恵器、平安時代前半の9世紀-10世紀前半頃の灰釉陶器・須恵器が検出されている。特に鉄矛は、古墳時代の祭祀遺跡からの出土は限定される点で注目される。ただし、祭祀期間に比して遺物が極めて少数であることから、祭祀終了後に大半の遺物は別の場所（一説に鳴岩付近）に廃棄された可能性が指摘される。
祭祀遺物集中地点のもう1つは、西岩・東岩の間の巨岩群中央部である（III区）。ここでは、平安時代後半以降の11世紀末葉-13世紀中葉頃の経塚関連遺物（経筒外容器6以上・和鏡・山茶碗）が検出されている。末法思想のもと経塚が霊地で営まれる例は数多く知られ、当地が霊地として認識されていたことを物語る。
なお、経塚以降の祭祀遺物は認められていない。

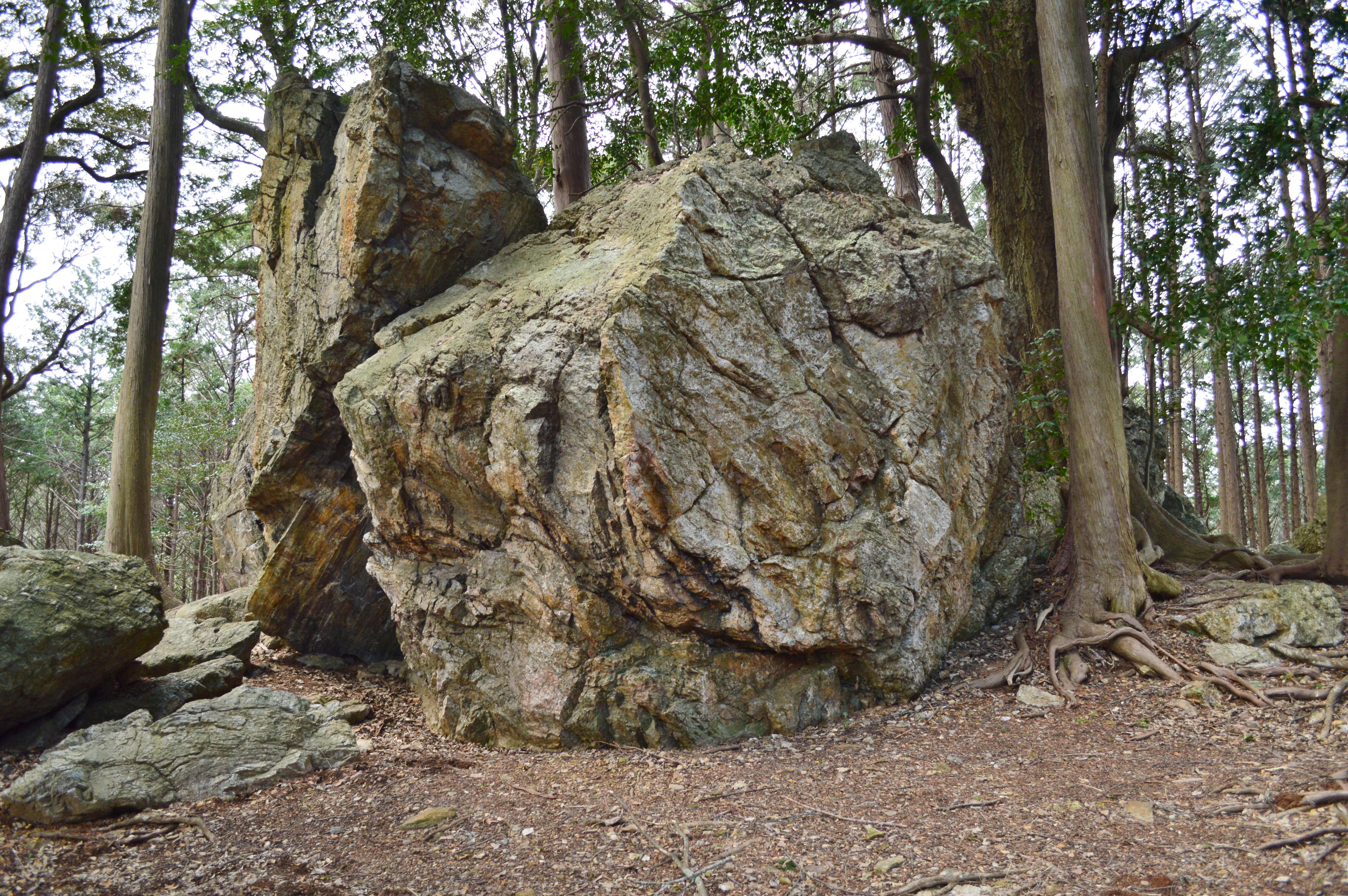
東岩（岩B）
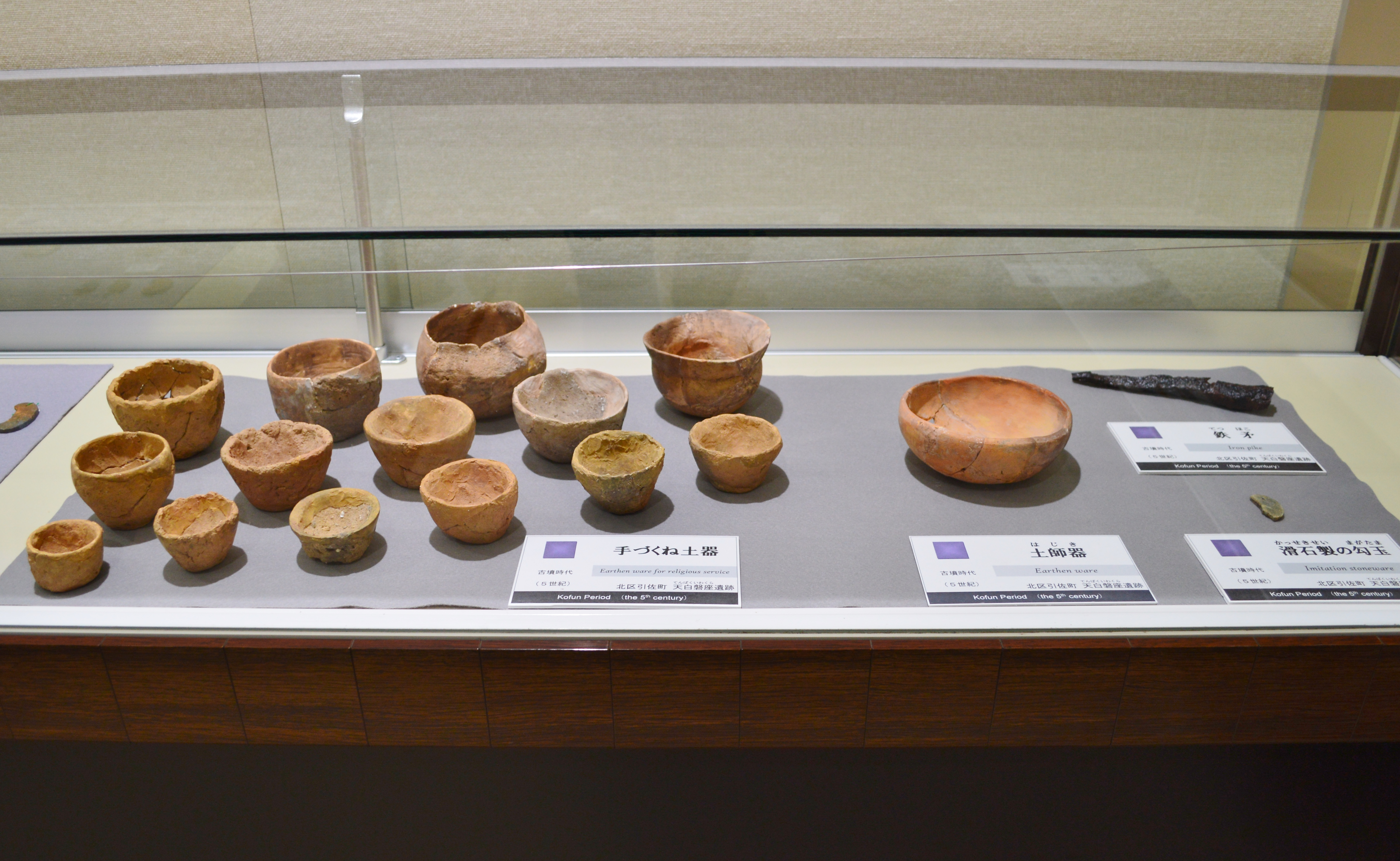
古墳時代祭祀遺物 浜松市地域遺産センター展示。
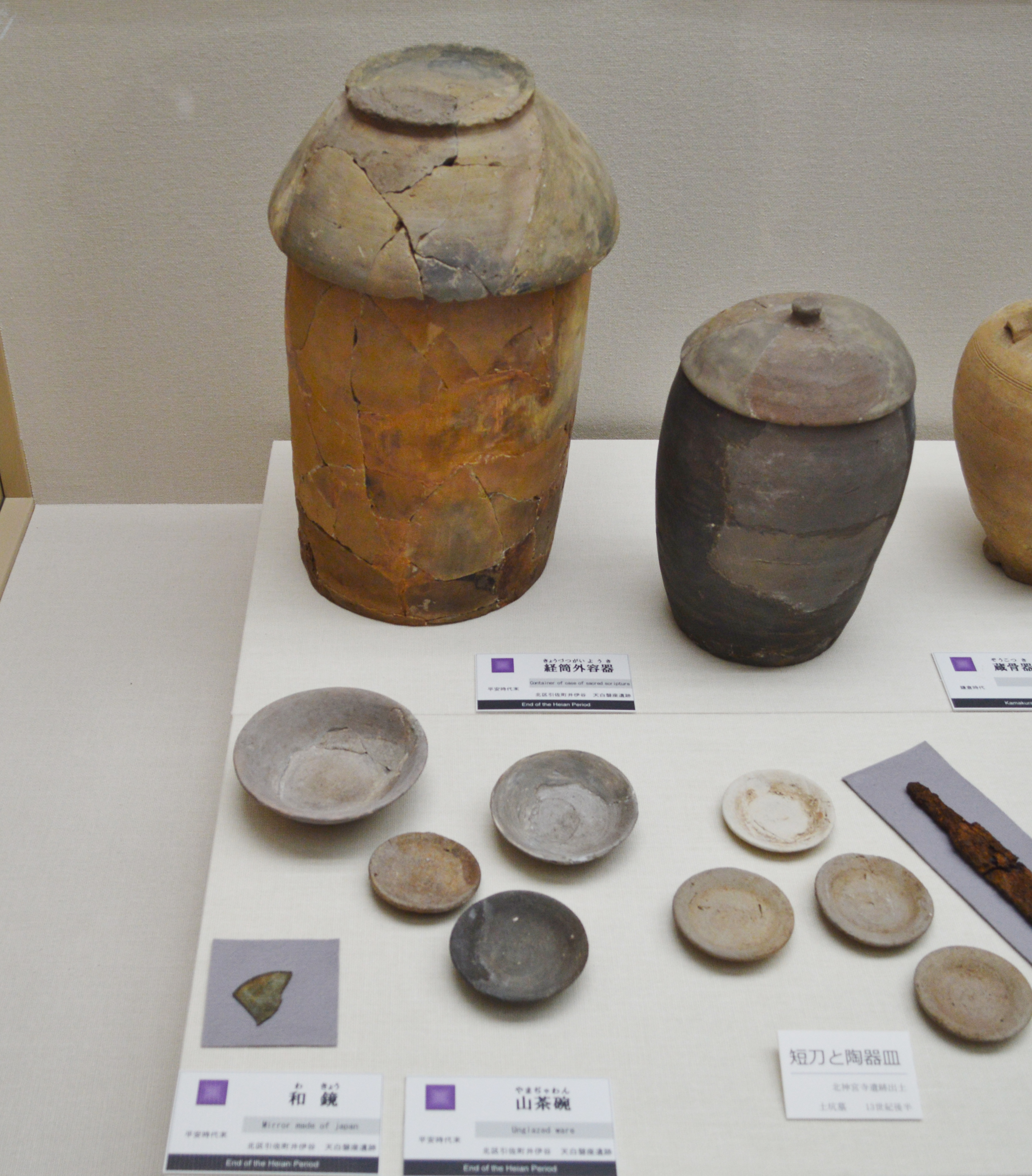
経塚関連遺物 浜松市地域遺産センター展示。

## 文化財

### 静岡県指定文化財
- 史跡
  - 渭伊神社境内遺跡 - 1992年（平成4年）3月17日指定[5]。

## 関連施設
- 浜松市地域遺産センター（浜松市北区引佐町井伊谷） - 天白磐座遺跡の出土品等を保管・展示。